# Groeve Putberg

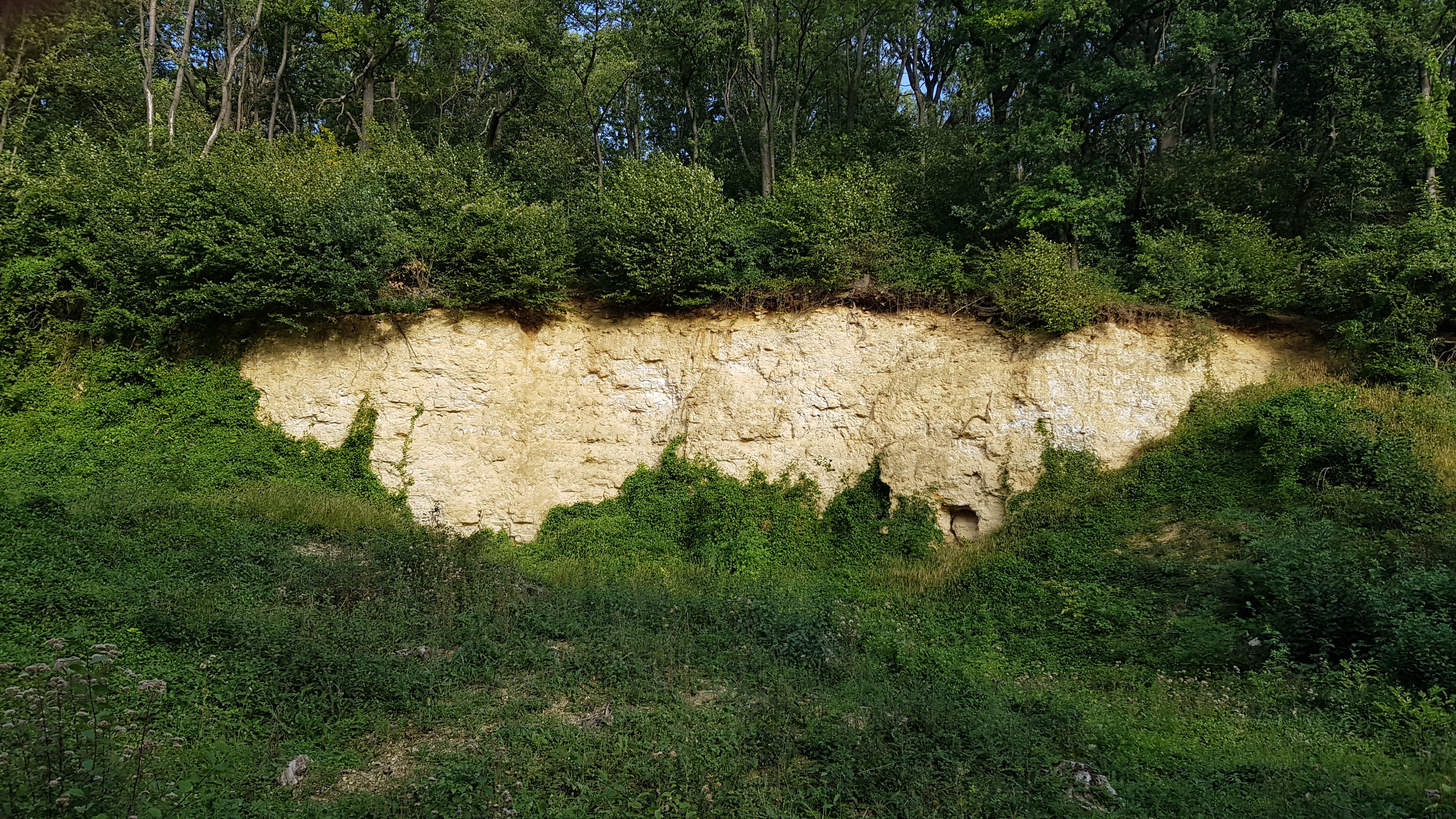
kalkwand van Groeve Putberg

De Groeve Putberg is een Limburgse mergelgroeve en geologisch monument in Nederlands Zuid-Limburg in de gemeente Simpelveld nabij de gemeentegrens met de gemeente Voerendaal. De dagbouwgroeve ligt op ongeveer een kilometer ten oosten van Ubachsberg en een kilometer ten noorden van Huls. De groeve ligt op de Putberg en naar het westen ligt het Droogdal de Dael. In het dal ligt ongeveer 100 meter ten noorden van de groeve de Hoeve de Daal die voor een groot deel opgetrokken is in Kunrader kalksteen.
Op ongeveer 100 meter naar het zuidwesten staat de Kalkoven Bosrand en ongeveer 250 meter naar het noordoosten staat de Kalkoven Putberg. Op ongeveer 500 meter naar het zuiden ligt de Groeve De Keverberg op de Keverberg.
Ten zuiden van de groeve ontspringt de Putbergbron.

## Geschiedenis
Ten tijde van de Eerste Wereldoorlog werd de groeve voor het grootste deel afgegraven. Dit gebeurde door de Firma Delahaye & van Lier, Zuid-Limburgsche Kalkfabriek in de periode tussen 1917 en eind 1919. Deze firma bezat zes trechterovens. In 1920 was de firma niet meer actief in het gebied.
Na de Tweede Wereldoorlog wilde de firma in 1947 de afgraving en kalkbranderij hervatten, maar het provinciaal bestuur wijst deze aanvraag af omdat het gebied in 1946 als natuurgebied is aangewezen en omdat verdere afgraving de flora en fauna en ander natuurschoon ernstige schade zou toebrengen.
In 2018 werd de groeve en nabijgelegen kalkbranderij ontdaan van bomen en struiken en weer toegankelijk en zichtbaar gemaakt.

## Geologie
In de groeve werd vroeger zuiver kalksteen gewonnen en de kalksteen was het beste kalksteen dat er in het gebied te vinden was.
De kalksteen in de groeve is Kunrader kalksteen uit de Formatie van Maastricht.
Aan de basis van de ontsluiting bevinden zich een aantal opvallend dikke harde kalksteenbanken. Daarboven bevinden zich afwisselend lagen van hard en zacht kalksteen.
Nabij de Hoeve de Daal komt onder de Formatie van Maastricht ook groenzand aan de oppervlakte van de Formatie van Vaals.
Op ongeveer 150 meter ten noordoosten van de groeve ligt de ongeveer zuidoost-noordwest georiënteerde Kunraderbreuk of de Benzenraderbreuk.